# Бакр-Узяк (посёлок)
Бакр-Узяк — упразднённый посёлок (с 1938 по 1961 год — рабочий посёлок) в Абзелиловском районе Башкортостана, относился к Альмухаметовскому сельсовету. Исключен из учётных данных в 1972 г.

## Географическое положение
Посёлок располагался в Башкирском Зауралье, в 6,5 км к юго-западу от центра сельсовета села Целинный. На месте посёлка в настоящее время расположен затопленный карьер.

## История
В 1930-е годы вблизи села Бакр-Узяк Абзезиловского района была начата разработка Бакр-Узякского меднорудного месторождения. Указом президиума ВС РСФСР от 16.12.1938 г. селение Бакр-Узяк Абзезиловского района было преобразовано в рабочий посёлок. Был создан Бакр-Узякский поссовет, куда также вошел посёлок Мостострой. К 1950-м годам месторождение было выработано, и посёлок стало покидать население. В 1954 году земли бывшего рудника были включены в состав вновь созданного зерносовхоза «Урал». В 1961 году посёлок был преобразован в сельский населённый пункт. Указом от 29.03.1972 г. посёлок Бакр-Узяк исключен из учётных данных.

## Население
| год       | 1939 | 1959 |
| --------- | ---- | ---- |
| население | 2215 | 376  |